# Józef Szeliski
Józef Szeliski (ur. 1792, zm. 1841 w Paryżu) – oficer jazdy polskiej, adiutant Simona Bolivara.

## Życiorys
Uczestnik wojen napoleońskich. Ranny w bitwie nad Berezyną w 1812, dostał się do niewoli rosyjskiej. W 1818 wstąpił do wojska powstańczego Simona Bolivara w Wenezueli. Został jego adiutantem w randze pułkownika. Od 1823 w sztabie generała Juana Facundo Quirogi. Odznaczony Orderem Izabeli Katolickiej.
Pochowany na Cmentarzu Montmartre.